# Alan Ball (football américain)
Pour les articles homonymes, voir Alan Ball et Ball.
(en) Statistiques sur pro-football-reference
Alan Sheffield Ball (né le 29 mars 1985 à Détroit) est un joueur américain de football américain. Il joue actuellement avec les Jaguars de Jacksonville aux postes de safety et cornerback.

## Enfance
Ball étudie à la St. Martin DePorres High School.

## Carrière

### Université
Il entre à l'université de l'Illinois où il joue dans l'équipe de football américain des Fighting Illini. Lors de sa dernière année à l'université, il se classe huitième de l'histoire de l'université en nombre de passe déviées.

### Professionnel
Alan Ball est sélectionné au septième tour du draft de la NFL de 2007 par les Cowboys de Dallas au 237e choix. Ses trois premières saisons le voient être cornerback remplaçant et il joue ses premiers matchs comme titulaire en 2009.
Son poste de prédilection étant cornerback, il change de poste, devenant safety pour remplacer Ken Hamlin. Il joue tous les matchs de la saison comme safety titulaire, interceptant deux passes, déviant quatre passes et taclant à quarante reprises. Au début de la saison suivante, il retrouve un poste de remplaçant.
Après avoir fait une saison 2011 comme remplaçant, il n'est pas conservé dans l'effectif des Cowboys. Le 2 juin 2012, il signe avec les Texans de Houston. Le 15 mars 2013, il signe avec les Jaguars de Jacksonville.

## Palmarès
- Mention honorable de la conférence Big 10 2006